# Ramon Magsaysay
Ramon del Fierro Magsaysay (Iba, 31 augustus 1907 - Balamban, 17 maart 1957), bijgenaamd Ramon "Monching" Magsaysay was de 7e President van de Filipijnen; hij bekleedde het ambt van 1953 tot zijn dood in 1957.

## Vroege levensloop en carrière

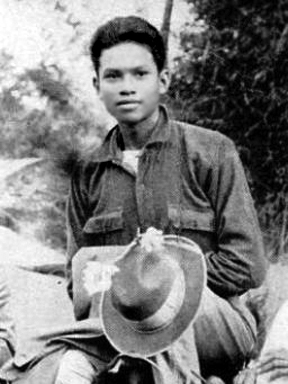
Ramon Magsaysay als tiener

### Jeugdjaren
Ramon Magsaysay werd op 31 augustus 1907 geboren in Iba in de provincie Zambales. Zijn vader, Exequiel Magsaysay, was afkomstig uit Castillejos en had een eigen winkel en werkplaats. In 1904 trouwde Exequiel op 30-jarige leeftijd met de toen 17-jarige Perfecta del Fierro, een telg uit een prominente metizo familie uit dezelfde gemeente. Kort na hun huwelijk verhuisde het stel naar het noordelijker gelegen Iba, waar hij aan de slag ging als docent houtbewerking op een nieuwe middelbare school. In 1906 werd hun eerste kind geboren. Een jaar later kwam Ramon ter wereld. In de periode erna volgden meer kinderen, waaronder Genaro Magsaysay, die later ook politicus zou worden. Eind 1913 raakte Exequiel in conflict met de schoolsupervisor, omdat hij weigerde diens zoon te laten overgaan. Hij diende zijn ontslag in, waarop het gezin begin 1914 weer terugkeerde naar Castillejos. Na een moeilijk financieel begin bouwden Exequiel en zijn vrouw daar een succesvol bestaan op.

### Studietijd
Na de verhuizing naar Castillejos volgde Ramon lager onderwijs aan de Santa Maria Primary School en de Castilleros Central School. Hoewel hij geen bovenmatige interesse voor school vertoonde en in eerste instantie matige cijfers behaalde, voltooide hij de lagere school in 1924 toch als beste van zijn klas. Voor zijn middelbareschoolopleiding ging hij naar de Zambales Academy in San Narciso. Ook op deze school viel hij bij docenten niet op door zijn academische prestaties. Desondanks voltooide hij de vierjarige opleiding in drie jaar tijd als zesde van zijn eindexamenjaar. In 1927 begon hij aan een studie werktuigbouwkunde op de University of the Philippines. De academische eisen daar bleken echter te hoog gegrepen voor de ongeduldige en meer praktisch ingestelde Magsaysay, die in die tijd bovendien kampte met gezondheidsproblemen. Hij stopte een jaar lang met studeren, maar schreef zich na dat jaar in voor twee studies tegelijkertijd. Overdag volgde hij colleges aan U.P. College of Liberal Arts en 's avonds studeerde hij handel aan het Jose Rizal College in Quiapo. Na een jaar moest hij vanwege onvoldoende resultaten stoppen met zijn dagstudie en in 1932 stopte hij ook met de avondstudie om zich volledig op zijn werk te richten. Hoewel hij uiteindelijk voldoende vakken had behaald om af te studeren, ontving hij geen diploma omdat hij niet aan zijn financiële verplichtingen had voldaan.

### Try-Tran
Nadat hij moest stoppen op het College of Liberal Arts ging Magsaysay in 1930 voor bijverdiensten werken als monteur bij busbedrijf Teodoro R. Yangco Transportation Company (Try-Tran), een van de grootste transportondernemingen van Zambales. Korte tijd nadat hij helemaal stopte met studeren, promoveerde hij naar de functie van werkplaats-supervisor en kreeg hij de leiding over ongeveer 100 chauffeurs, conducteurs, monteurs en mensen op kantoor. Op zijn werk ontmoette hij ook de toen 16-jarige Luz Banzon, met wie hij uiteindelijk in 1933 zou trouwen. De jaren erna werden de kinderen geboren: Teresita (1934), Milagros (1936) en Ramon jr. (1938). Een tweede zoon overleed bij de geboorte. Na de dood van eigenaar Teodoro Yangco in april 1939 werd Magsaysay door de nieuwe baas van Try-Tran benoemd tot sectie-manager. Het gezin verhuisde voor deze nieuwe baan naar San Antonio in het zuiden van Zambales. In zijn nieuwe functie werden zijn leiderschapskwaliteiten flink getest toen hij in 1940 te maken kreeg met een grote staking van ontevreden personeel. Later in 1940 werd Magsaysay aangesteld als interim-manager van Try-Tran toen Pepito Corpuz, de algemeen manager en majoor in reservedienst, werd opgeroepen om in het leger dienen. In 1941 keerde Corpuz weer terug toen hij om gezondheidsredenen was afgekeurd.

## Guerrillaleider

Magsaysay als guerrilla

Eind 1941 raakte ook de Filipijnen betrokken bij de Tweede Wereldoorlog, toen de Japanners op 8 december het land binnenvielen. Kort na de Slag om Bataan werden in een groot deel van Luzon guerrillagroeperingen opgericht door achtergebleven Amerikaanse officieren van de USAFFE. Magsaysay sloot zich aan bij de guerrillagroepering in Zambales en kreeg de rang van kapitein. Al snel verhuisden hij en zijn gezin voor de veiligheid naar Manilla, waar een meer anoniem bestaan, meer veiligheid bood. Bijna drie jaar lang was hij actief als guerrilla. Hij regelde in Manilla onder meer medicijnen en voedsel voor de groep in Zambales. Kort voor het einde van de oorlog keerde hij met zijn gezin terug naar Zambales, waar hij een belangrijke rol speelde bij het uitschakelen van Japanse troepen vlak voor de landing van de Amerikanen in de Golf van Lingayen in januari 1945. Kort na die invasie werd hij door de Amerikaanse generaal Hall benoemd tot militair gouverneur van Zambales en commandant van het Zambales Military District (ZMD). Korte tijd later nam gemenebestpresident Sergio Osmeña het bestuur van de Filipijnen van Generaal Douglas MacArthur over en vijf weken na zijn benoeming tot militair gouverneur moest Magsaysay daarop zijn functie weer afstaan aan Francisco Anonas, die gouverneur van Zambales was bij het uitbreken van de oorlog. Het jaar daarop bleef hij zich als commandant van het ZMD inzetten voor de officiële erkenning van de guerrilla's door de Amerikanen.

## Politieke carrière
Magsaysay nam daarop begin 1946 ontslag bij het ZMD om bij de verkiezingen van 1946 een gooi te doen naar een zetel in het Filipijns Huis van Afgevaardigden namens de provincie Zambales. Hij moest het bij de verkiezingen opnemen tegen vijf kandidaten, waaronder de populaire advocaat Cesar Miraflor, afgevaardigde Valentin Afable, zijn voormalige baas bij Try-Tran en burgemeester van San Antonio Jose Corpuz en voormalig gouverneur Augustin Medina, en werd daardoor in eerste instantie niet als een grote kanshebber gezien. Magsaysay genoot echter grote steun van de guerrilla's en hun naasten en een dag na de verkiezingen op 23 april bleek dat hij met 38% van de stemmen had gewonnen. Magsaysay was daarmee een van de meer dan 20 ex-guerrillastrijders die een plek in het Huis veroverd hadden.

### Lid van het Huis van Afgevaardigden
In zijn eerste periode als afgevaardigde was Magsaysay tamelijk onzichtbaar. Hoewel hij een relatief hoog percentage van de sessies van het Huis bijwoonde, nam hij in zijn de eerste twee jaar slechts zeven maal de vloer voor een toespraak en kreeg hij weinig aandacht van de landelijke media. Hij hield zich verre van economisch, fiscaal, juridische en buitenlands beleid en concentreerde zich op defensie en veteranenbelangen, omdat hij daar vanwege zijn verleden als guerrillaleider de meeste affiniteit mee had. Hij was bij voorkeur voorzitter van de commissie van defensie van het Huis geworden, maar moest vanwege geringe senioriteit genoegen nemen met een functie als lid van deze commissie. Daarnaast bij hij nog voorzitter van de commissie voor oorlogsclaims en lid van enkele andere commissies van het Huis van Afgevaardigden.
Begin 1948 kwam de functie van voorzitter van de defensiecommissie vrij. Vanwege zijn zijn werk als lid van deze commissie was hij inmiddels een gerespecteerd expert op het gebied van defensie en na enige aarzeling werd hij bij president Manuel Roxas en Huis-voorzitter Eugenio Perez werd hij benoemd tot de nieuwe voorzitter. In deze nieuwe functie en als lid van een korte tijd later ingestelde speciale presidentiële commissie voor defensie speelde hij een instrumentele rol bij nieuwe wetgeving voor noodzakelijke hervormingen van het Filipijnse leger. Kort nadat het Filipijns Congres het wetgeving had goedgekeurd vertrok hij in april 1948 met afgevaardigde Atilano Cinco naar de Verenigde Staten als hoofd van een missie om het Amerikaanse Congres er toe te bewegen om een G.I. Bill of Rights voor Filipijnse veteranen aan te nemen, nadat een eerdere missie met ditzelfde doel gefaald had. De missie van Magsaysay werd een succes toen de Commissie voor Veteranenaangelegenheden de Rogers Hospitalization Act op 10 juni 1948 goedkeurde. De Filipijnen kregen ondersteuning bij de bouw en inrichting van ziekenhuizen ter waarde van maximaal $22.500.000 en een jaarlijks bedrag van $3.285.000 over een periode van vijf jaar voor toelages voor de Filipijnse veteranen. De missie bezorgde Magsaysay drie maanden lang dagelijks aandacht media-aandacht in de nationale kranten.
Zijn succesvolle missie naar de Verenigde Staten en de vele infrastructurele projecten die hij had geïnitieerd in Zambales hadden Magsaysay nog populairder gemaakt bij de kiezers in zijn kiesdistrict. Hij werd bij verkiezingen in 1949 dan ook met overmacht gekozen voor een tweede termijn in het Huis. Hij behield zijn voorzitterschap van de defensiecommissie en werd daarnaast onder andere lid van de invloedrijke commissie voor budgettoekenning. Hierdoor kreeg hij nog meer de kans om door nieuwe wetgeving zijn stempel te drukken op het defensiebeleid van de Filipijnen. Zo werden 15 van de 28 wetten met Magsaysays naam erop in zijn tweede, veel kortere, termijn als afgevaardigde ingediend. Zo maakte zich, ondanks tegenstand bij minister van defensie Kangleon, met succes hard voor de samenvoeging van de nationale politiemacht, de Philippine Constabulary (PC), en de Filipijnse strijdkrachten, omdat dan ook de strijdkrachten konden worden ingezet bij de bestrijding van de steeds sterker wordende communistische revolutionaire beweging Hukbalahap. Ook zou een fusie betekenen dat de Verenigde Staten deze strijd konden ondersteunen. De VS konden namelijk geen steun verlenen aan een nationale politiemacht.

### Minister van Defensie
President Elpidio Quirino was ondertussen bezig met de opvolging van zijn minister van Defensie. Ruperto Kangleon was een voormalig oorlogsheld en als zodanig voor de Amerikanen zeer acceptabel, maar genoot weinig respect bij de legertop. Bovendien kreeg hij het Filipijns Congres niet zover dat er voldoende budget werd vrijgemaakt voor de bestrijding van de Huks. Eind augustus 1950 werd Kangleons positie onhoudbaar toen hij publiekelijk Quirino's beslissing om de legertop te handhaven, bekritiseerde. Hij diende daarop zijn ontslag in en Magsaysay, die direct en indirect al zijn interesse voor de functie aangegeven, werd daarop op zijn 43e verjaardag benoemd tot opvolger van Kangleon.
Met een goed doordachte strategie was Magsaysay succesvol als minister van Defensie in de strijd tegen de Huks en het People’s Liberation Army. Hij wist het vertrouwen van de landbouwbevolking te winnen door hen land en landbouwwerktuigen te geven en door het leger respectvol met de boeren te laten omgaan en corruptie binnen het leger te bestrijden. Zo sneed hij de rebellenbewegingen af van hun steun bij het volk. Verder hervormde hij het leger door incompetente officieren te ontslaan en in te zetten op flexibiliteit en mobiliteit.
Zijn beleid had Magsaysay echter machtige vijanden opgeleverd en op 28 februari 1953 was hij gedwongen ontslag te nemen.

### President
Bij de presidentsverkiezingen van 1953 nam hij het op tegen zittend president Quirino. Hij kreeg hierbij de steun van de Nacionalista Party en ook van de partij van Carlos P. Romulo. Magsaysay won de verkiezingen maar zag zijn hervormingsplannen tegengehouden door een vijandig Congres. Zo werd zijn wetgeving voor een herverdeling van de landbouwgronden in 1955 weggestemd in het Congres. Hierdoor kregen de rebellenbewegingen terug de steun van de bevolking op het platteland.
Op buitenlands gebied schaarde Magsaysay zich achter de Verenigde Staten in de strijd tegen het communisme. Op 8 september 1954 werd in Manila de Zuidoost-Aziatische Verdragsorganisatie opgericht waarvan de Filipijnen lid werd.
Magsaysay overleed in 1957 in een vliegtuigongeval en werd opgevolgd door zijn vicepresident Carlos Garcia.